# Novalena tolucana
Novalena tolucana là một loài nhện trong họ Agelenidae.
Loài này thuộc chi Novalena. Novalena tolucana được Willis J. Gertsch & Michael Davis miêu tả năm 1940.